# Раддуш
Славянская крепость Раддуш (нем. Slawenburg Raddusch) — реконструированная в 1990-е гг. копия крепости лужицких славян. Высится у одноимённой деревни близ города Фечау (Шпревальд) в федеральной земле Бранденбург, рядом с федеральной автомагистралью 15.

## Описание
Крепость представляет собой одно из примерно сорока изначально существовавших в Нижней Лужице славянских круглых оборонительных сооружений. Эти крепости сооружались славянами — предками современных лужичан — в IX—X вв. н. э. и служили убежищем проживавшему поблизости населению. Высокая концентрация данных крепостей в Нижней Лужице связана с постоянным давлением со стороны германцев в этом регионе. Крепость была сооружена из деревянных блоков, вокруг неё был выкопан ров, заполненный водой. Внутренние полости деревянной конструкции были заполнены песком, землёй и глиной.

## История и восстановление
Раддуш давно утратил своё оборонительное значение, однако ещё в начале XX века отчётливо распознавался как кольцевидное деревянное сооружение.
Во время существования Германской Демократической Республики остатки крепости предполагалось снести в связи с планируемой добычей бурого угля. В связи с подготовкой к этому в 1984 и 1989/1990 гг. здесь были проведены археологические раскопки, при этом был обнаружен идол возрастом около 1100 лет.
С исчезновением ГДР в 1990 г. значительно снизилась и добыча бурого угля. Карьер был закрыт ещё до того, как его край приблизился к месту расположения крепости. Бранденбургское земельное управление по защите памятников и археологии (Brandenburgisches Landesamt für Denkmalpflege und Archäologie) позднее разработало проект реконструкции бывшей крепости. Финансирование предоставила служба санации горнодобывающих предприятий, таким образом компенсировав утрату множества подобных сооружений в ходе горной добычи.
Современное сооружение выполнено при помощи технологии, весьма близкой к технологии средневекового оригинала. Внутри находится музей, где представлена экспозиция «Археология в Нижней Лужице», конференц-зал и ресторан. В экспозиции представлен период за последние 12000 лет истории региона.

## Иллюстрации
- Общий вид со стороны дороги
- Стена крупным планом
- Предметы быта жителей крепости, найденные при раскопках
- Вид на крепость осенью
- Вид на крепость летом